# Hermippus arjuna
Hermippus arjuna är en spindelart som först beskrevs av Gravely 1921.  Hermippus arjuna ingår i släktet Hermippus och familjen Zodariidae. Inga underarter finns listade i Catalogue of Life.